# مقاطعة علولة
مقاطعة علولة (بالصومالية: Degmada Caluula)‏ هي مقاطعة في شمال شرق محافظة باري في الصومال، عاصمتها مدينة علولة، المطلة على مضيق غواردافوي أقصى منطقة في شرق القرن الأفريقي.
في ليلة 27 أغسطس 2017 نفذت طائرات أجنبية مجهولة الهوية غارات جوية على بلدة ساحلية في محافظة باري بالقرب من مدينة علولة ما أسفر عن مقتل العديد من المواشي وإلحاق إصابات بالرعاة المحليين، وعلى الرغم من أن القوات الأمريكية عادة ما تشن غارات جوية على حركة الشباب في الصومال إلا أن سلطات بونتلاند نفت أن يكون للحركة وجود في المنطقة.

## المدن التابعة للمقاطعة
- علولة
- حابو
- بريدة

## روابط خارجية
- مقاطعات الصومال
- الخريطة الإدارية لمقاطعة علولة